# Scinax crospedospilus
Scinax crospedospilus là một loài ếch trong họ Nhái bén. Chúng là loài đặc hữu của Brasil.
Các môi trường sống tự nhiên của chúng là vùng đất ẩm có cây bụi nhiệt đới hoặc cận nhiệt đới, đồng cỏ nhiệt đới hoặc cận nhiệt đới vùng ngập nước hoặc lụt theo mùa, đồng cỏ nhiệt đới hoặc cận nhiệt đới vùng đất cao, đầm nước ngọt, đầm nước ngọt có nước theo mùa, vùng đồng cỏ, các khu rừng trước đây bị suy thoái nặng nề, ao, và kênh đào và mương rãnh.

## Hình ảnh

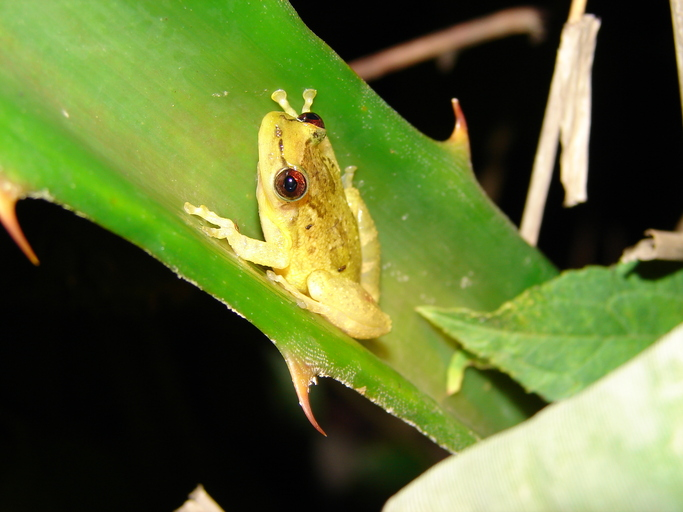